# Thérèse (1665)
Pour les articles homonymes, voir Thérèse.
La Thérèse est un navire de ligne de 58 canons de la marine française. Il est construit à Toulon entre 1662 et 1665 et fait partie de la première marine de guerre construite par Colbert pour Louis XIV. Il est classé comme un « vaisseau de troisième rang ». Il fait partie d'un important renfort français envoyé en Crète pendant le siège de Candie par l'Empire ottoman. À l'époque, il sert de vaisseau amiral à l'un des chefs français de l'expédition. Il est coulé le 24 juin 1669 par une explosion lors d'une opération de bombardement contre les fortifications turques.

## Une courte carrière militaire (1665-1669)

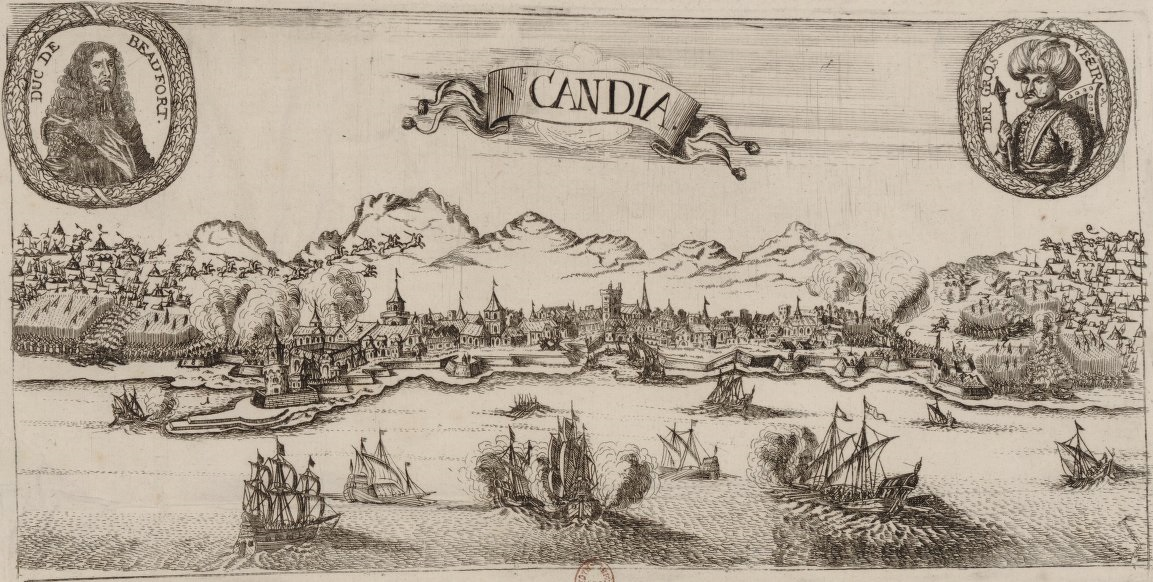
Représentation du siège de Candie en 1669, au moment de l'intervention française et de la perte de la Thérèse.

En 1669, à la suite des pressants appels de la papauté, Louis XIV se résout à envoyer des renforts aux Vénitiens assiégés depuis plus de vingt ans à Candie, en Crète, par les Ottomans. La Thérèse arrive à Candie le 19 juin 1669, faisant partie de l'escadre de 17 navires transportant 6 000 soldats français. Vingt-quatre autres navires français  arrivent le 3 juillet. 
Six jours après leur arrivée, le chef de l'expédition, François de Vendôme, est tué dans un assaut manqué contre les retranchements turcs. Le duc de Vivonne prend le commandement. Le 10 juillet, se tient un conseil de tous les chefs des armées alliées. La décision est prise d'utiliser la flotte pour attaquer les Turcs au nord-ouest de la ville, car cette partie de la ville est complètement ruinée. Après le bombardement, les forces alliées ont l'intention de frapper et repousser les Turcs. L'opération est décidée pour le 24 juillet. Comme planifié ce jour-là, l'escadre navigue à l'ouest de la ville à l'embouchure de la rivière Giofyros, en longeant la côte. La flotte comprend 58 navires alliés et aligne 1 100 canons. Pendant trois heures, la flotte française bombarde les Turcs, quand subitement la poudre à canon du Thérèse s'enflamme et explose, ce qui cause la perte du navire. Sur 350 membres d'équipage, seuls 7 survivent au naufrage. 
Le drame cause une grande confusion dans la force navale française. Le commandant de la flotte alliée, Vincenzo Rospigliosi, ordonne l'arrêt du bombardement puis fait se replier les navires vers l'île Dia. L'accident nuit gravement au moral des soldats et marins puis provoque des divisions entre les alliés. Le chef de la force française, Vivonne, décide de se retirer de l'opération, ayant soutenu plus de 2 000 morts et blessés dans ses rangs et n'ayant pas assez de nourriture et de réserves.
Le chef vénitien, Francesco Morosini, essaye de faire revenir Vivonne sur sa décision. En vain. Finalement, entre le 16 et 21 août, les soldats français se rembarquent et l'escadre française se retire. Il ne reste plus sur place, au total, que 3 600 hommes, se composant de Vénitiens, d'Italiens, d'Anglais, d’Écossais, d'Allemands et de Grecs pour lutter seuls contre plus de 60 000 Turcs. Quelques jours plus tard, Morosini est informé que des renforts turcs viennent d'arriver en Crète. La position devenant intenable, la décision est prise d'abandonner la ville. Le 6 septembre, l'acte de capitulation est signé, rendant la ville aux Turcs contre l'évacuation saine et sauve de la garnison. La Crète passe sous le contrôle des Turcs pour plusieurs siècles.

## La redécouverte de l'épave dans les années 1970
Manolis Voutsalas, un plongeur grec, découvre l'épave de la Thérèse, mais n'est pas certain de son identité. En 1976, le commandant Cousteau visite la Crète et Voutsalas lui montre le site du naufrage, à l'ouest du port d'Heraklion. Jacques-Yves Cousteau, après plusieurs plongées, l'identifie comme l'épave de la Thérèse.